# Religions et non-violence
Chaque religion a contribué à la théorie et la pratique de la non-violence; aucune religion n'enseigne l'immoralité, disait Gandhi. En Inde, la non-violence, la tolérance et le pluralisme religieux se sont développés durant plusieurs milliers d'années. 

## En Inde
Pour le dalaï-lama qui se considère comme un simple messager des enseignements anciens de l'Inde, Ahimsa (non-violence), tolérance et pluralisme religieux, le monde gagnerait à mieux les connaître. 
L'histoire multiconfessionnelle de l'Inde se distingue par l'absence presque complète de guerre véritablement inter-religieuse durant plusieurs millénaires. Après sa conquête du Kalinga, l’empereur Ashoka embrassa le bouddhisme, tout en faisant en sorte que l'État reste tolérant vis-à-vis des trois grandes religions indiennes d'alors : le bouddhisme, le jaïnisme et l'hindouisme. 
À l'époque médiévale, une grande partie des dirigeants des dynasties successives respectèrent les trois religions indiennes, dans un climat de respect mutuel et d'émulation entre les traditions menant à un enrichissement de chacune d'entre elles et à l'épanouissement d'une culture philosophique nécessaire à la quête spirituelle. 
Pour Lal Krishna Advani, un politicien indien, l'héritage des débats entre les traditions indiennes favorisa l'établissement de la démocratie multipartite de l'Inde. 
La culture s'est développée au travers des débats entre traditions, parfois en combattant vigoureusement les concepts sans pour autant attaquer les personnes. Ainsi, l'école matérialiste (sk : carvaka), qui rejette la notion de vie après la mort, celle de karma et d'être spirituel, est critiquée avec véhémence par les autres écoles religieuses indiennes, mais les fondateurs de l'école matérialiste sont qualifiés respectueusement de rishi, titre signifiant sage. 
Il est également banal en Inde que les membres d'une même famille ou des voisins pratiquent une autre religion depuis plusieurs millénaires, sans que cela soit ressenti comme une menace et sans que cela se traduise par le développement de prosélytisme. 
L'islam arriva en Inde dans ce contexte après le Xe siècle, d'abord au travers de raids de tribus nomades d'Asie centrale pour piller les temples indiens. L'islam devint une religion importante de l'Inde avec le commerce et l’émergence des rois moghols dont les plus éclairés s'adaptèrent à la culture religieuse indienne et à sa tradition de pluralisme et de tolérance comme Akbar (1542-1605). Celui-ci décréta le pluralisme religieux et employa aussi des hindous et des jaïns à de hautes fonctions de son gouvernement. Il abolit des règles discriminatoires imposées par ses prédécesseurs.

## Au Viêtnam
Le moine bouddhiste Thich Nhat Hanh est l'inspirateur du mouvement du bouddhisme engagé (en) qui collabora avec des chrétiens du monde entier pour mettre fin à la guerre du Viêtnam. Il s'est appuyé sur le mouvement non-violent de moines vietnamiens et de militants américains.

## Aux États-Unis
Le Mouvement afro-américain des droits civiques est un célèbre mouvement non violent chrétien. Le  pasteur baptiste afro-américain Martin Luther King en est l'un des défenseurs plus connus.

## En Afrique du Sud
Après l'assassinat, en 1977, de Steve Biko, fondateur du Black consciousness movement (Mouvement de conscience noire) et l'un des organisateurs des manifestations de Soweto (réprimées par la police, elles dégénèrent en émeutes), Desmond Tutu, un archevêque anglican sud-africain, fit le prêche lors de ses funérailles. Il rendit par la suite hommage à Biko et au Black Consciousness Movement, qui avait attiré l'attention sur la dimension performative du langage et non simplement descriptive, conduisant ainsi les Noirs à se mésestimer eux-mêmes. Tutu participe aux réunions clandestines du Black consciousness movement. Au sein du TEF, Tutu participe aussi au mouvement de Black theology (théologie noire) et s'initie à la théologie de la libération venue d'Amérique latine.
Durant toutes ces années, il n'a cessé de faire passer son message de paix et de non-violence au cours de sermons et de prédications qui rassemblent des foules immenses et qui furent des temps forts de la lutte pacifique menée contre les gouvernements afrikaners. Il dénonce aussi bien l'apartheid que les Noirs qui réclament vengeance. Pour lui, la paix entre les peuples est la seule voie possible. C'est pour ce combat pacifiste contre le système de l'Apartheid, qu'il reçoit le 16 octobre 1984, le Prix Nobel de la paix.

## En Birmanie
La femme politique birmane Aung San Suu Kyi plaida efficacement en faveur de la démocratie et de la non violence en Birmanie. Elle fut mise en résidence surveillée pendant de nombreuses années par la junte militaire birmane. Elle obtint le prix Nobel de la paix en 1991, démontrant un soutien de la communauté internationale à sa cause. D'août à octobre 2007, la révolution de safran, un mouvement non-violent massif de moines et de nonnes bouddhistes se développa. Il fut écrasé militairement. Après quelques années cependant, le gouvernement libéra Aung San Suu Kyi et organisa des élections en 2010.

## Autre lecture
- (en) Hagen Berndt, Non-violence in the world religions: vision and reality, SCM Press, 2000,  (ISBN 0334028035 et 9780334028031)